# Thorleif Kristoffersen
Thorleif Asbjørn Kristoffersen (29 de septiembre de 1900-25 de agosto de 1971) fue un deportista noruego que compitió en vela en la clase 8 Metre. Participó en los Juegos Olímpicos de Amberes 1920, obteniendo una medalla de oro en la clase 8 Metre.

## Palmarés internacional
| Juegos Olímpicos | Juegos Olímpicos  | Juegos Olímpicos | Juegos Olímpicos       |
| Año              | Lugar             | Medalla          | Clase                  |
| ---------------- | ----------------- | ---------------- | ---------------------- |
| 1920             | Amberes (Bélgica) | Medalla de oro   | 8 Metre (sistema 1919) |